# 斯塔布敦 (密蘇里州)
斯塔布敦，又名蓋姆（Game），是位於美國密蘇里州佩米斯科特縣的非建制地區。

## 歷史
斯塔布敦的郵局（名為蓋姆）於1898年設立，其後於1911年停運。

## 地理
斯塔布敦所處的海拔為高於海平面82米（即269英呎），而該地所採用的時區為UTC-6，即北美中部時區（CST）。同時該地設有夏令時間，為UTC-6調快一小時，即UTC-5（CDT）。